# Luis Fortuño
Luis Guillermo Fortuño-Burset, född 31 oktober 1960 i San Juan, Puerto Rico, var Puerto Ricos nionde guvernör från 2 januari 2009 till 2013. Han efterträdde Aníbal Acevedo Vilá i ämbetet.
Fortuño var Puerto Ricos delegat till USA:s representanthus utan rösträtt (Resident Commissioner) 2005-2009.